# Södra Sallerups distrikt
Södra Sallerups distrikt är ett distrikt i Malmö kommun och Skåne län. 
Distriktet ligger i östra Malmö. 

## Tidigare administrativ tillhörighet
Distriktet inrättades 2016 och utgörs av en del av det område som Malmö stad omfattade till 1971, delen som före 1952 utgjorde Södra Sallerups socken.
Området motsvarar den omfattning Södra Sallerups församling hade 1999/2000.